# Anthene pegobates
Anthene pegobates är en fjärilsart som beskrevs av Holland 1900. Anthene pegobates ingår i släktet Anthene och familjen juvelvingar. Inga underarter finns listade i Catalogue of Life.